# Федорівка (Волинська область)
Фéдорівка  — село в Україні, у Володимир-Волинській громаді Володимирського району Волинської області.
В с. Федорівка проживає 569 осіб, протяжність — 3 км. Розташована Федорівка на березі річки Луги. Кількість дворів (квартир) — 202. З них 26 нових (після 1991 р.).
У селі є фельдшерсько-акушерський пункт, 3 торговельних заклади. Наявні телевізійне (УТ-1) і проводове радіомовлення.
Село газифіковане. Дороги з ґрунтовим покриттям у незадовільному стані. Наявне постійне транспортне сполучення з районним та обласним центрами.

## Географія
Село розташоване на правому березі річки Луга і є західною околицею міста Володимир. Біля села проходить дорога на Устилуг.

## Історія
У «Списках населенных мест Российской империи. Волынская губерния» за 1906 р. не згадується.

### Друга світова війна
Під час Другої світової війни вбита 15.02.1944 р. на горищі своєї хати поляками з Білина Гладкова Ганна. Спалено стодолу, оборіг, хлів, худобу. На відплату син Ганни Гладков Олександр Артемович закидав польську хату гранатами і підпалив її, де загинули Ґура Гелька, Каркушевський Генек і ще 10 поляків. Хата була поляка Риліга.

## Населення
Згідно з переписом УРСР 1989 року чисельність наявного населення села становила 482 особи, з яких 216 чоловіків та 266 жінок.
За переписом населення України 2001 року в селі мешкало 568 осіб.

### Мова
Розподіл населення за рідною мовою за даними перепису 2001 року:
| Мова       | Відсоток |
| ---------- | -------- |
| українська | 99,12 %  |
| російська  | 0,70 %   |

## Стара катедра

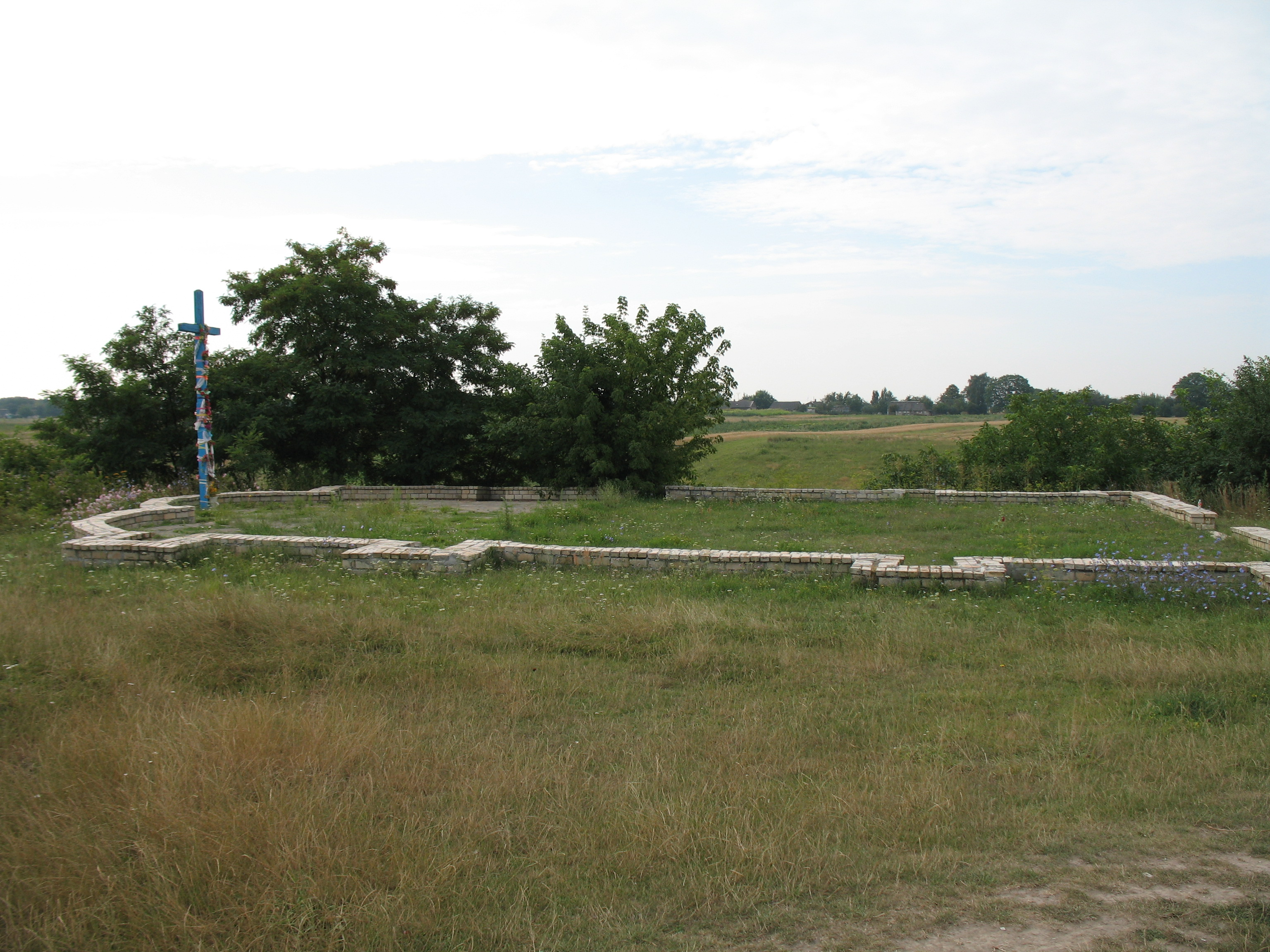
Стара катедра. Липень 2016

Стара катедра — памʼятка місцевого значення. Статус визначений рішенням виконкому Волинської обласної ради № 76 від 03.04.1992.
Стара катедра — це народна назва решток мурованого храму XII століття. Археологічні розкопки говорять про послідовне існування кількох храмів на цьому місці.
Найдавніший храм зʼявився на цьому місці приблизно в часи поширення християнства на Русі. Можливо, що із заснуванням у 992 р. володимирської єпархії саме ця церква стала кафедральним собором. За іншими даними, найдавніший храм не був добудований, а на його місці почали зводити новіший.
Жодних достовірних відомостей, окрім археологічних знахідок та народних переказів, про цей храм не існує.
Новий (уже деревʼяний) храм згадується у заповіті старости Володимирського та Вінницького, маршалка землі Волинської князя Теодора Андрійовича Сангушка від 9 листопада 1547 р. У візитації 1695 р. храм названий «стародавньою кафедрою володимирських єпископів». У візитації 1695 р. занотовано, що церква в 1683 р. «згнила».
У XVIII ст. на цьому місці була збудована деревʼяна каплиця Теодора Стратилата, яку розібрали у 1815 р.
При розкопках 1886 р. виявлені склепи усередині церкви та поховання навколо неї. Повторні розкопки були проведені в 1975 р.

## Економіка
- на території Федорівки розташоване стратегічне підприємство «Курка-Чеботурка», яке виробляє відому на всю Україну продукцію;
- підприємство «Авто-Тема», яке займається переобладнанням авто на газ;
- ВАТ «Комбікормовий завод», який займається переробкою зернових культур;

## Визначні місця
- Ландшафтний заказник місцевого значення Мочиська.
- Урочище «Білі береги», який вважається пляжом для дітей.
- Місця на березі Луги, де можна гарно відпочити і половити рибу

## Уродженці села
- Натрасенюк Віра Михайлівна (1947—2021). Навчалась у Володимир-Волинській загальноосвітній політехнічній школі № 1. У 1984 році закінчила Чернівецьке культурно-освітнє училище. Працювала директором будинку народної творчості та дозвілля села Лівинці Кельменецького району Чернівецької області. Колективу було присвоєно почесне звання «Народний аматорський». Під її керівництвом заклад став переможцем Всеукраїнського конкурсу-огляду сільських клубних закладів і відзначений дипломом І ступеня Міністерства культури і мистецтв України, фольклорно-етнографічний колектив «Левенки» нагороджений Почесною грамотою і медаллю Кабінету Міністрів України. Віра Миколаївна Натрасенюк удостоєна звання «відмінник освіти України», нагороджена ювілейною медаллю з нагоди 10-річчя Незалежності України. У 2003 році удостоєна звання «Заслужений працівник культури України»[джерело?]. Померла 3 вересня 2021 року[6].